# Claudio Vandoni
Claudio Vandoni (Roma, 19 agosto 1948) è un allenatore di pallacanestro italiano.

## Carriera
La sua carriera ha raggiunto alti livelli molto precocemente, tanto da esser stato il più giovane allenatore di sempre a guidare una squadra di Serie A femminile italiana. Nella A femminile ha vinto due scudetti (1974 e 1975) allenando la Geas Sesto San Giovanni. Sempre negli anni settanta, è addirittura arrivato ad occupare la carica di capo allenatore della nazionale italiana di pallacanestro femminile, dopo aver guidato la nazionale giovanile ai campionati europei junior.
Ha allenato per numerose stagioni anche squadre della Serie A maschile, dapprima alla Stella Azzurra Roma, poi con l'Acqua Fabia Rieti con la quale ha disputato nel 1982 un'ottima Coppa Korać (con 7 vittorie su 10 partite), dopo a Livorno, a Rimini ed alla Pallacanestro Pavia. Nella seconda metà degli anni '90 viene chiamato in corsa alla guida della Sebastiani Rieti in due occasioni, per sostituire prima Piero Millina (1995-96) e poi Romano Petitti l'anno seguente. Nella stagione 1997-98 è a Viterbo alla guida della Libertas Tuscia, in Serie B, subentrando al precedente allenatore a metà stagione in una situazione di classifica drammatica, ma riuscendo tuttavia a conquistare la salvezza; la stagione seguente, ha invece portato la squadra ad un'inaspettata finale di Coppa Italia, oltre che ai playoff di Serie B1, dove viene eliminata da Modena.
Vandoni ha inoltre seguito un'importante esperienza nel basket americano, facendo da assistente-allenatore al coach statunitense Larry Brown nella NCAA, a UCLA e alla Kansas University.
Negli ultimi anni è stato alla guida di squadre nelle "minors" italiane, tra cui Sezze e Perugia. Nella stagione 2007-08 ha allenato la Primo Michelini Viterbo (Serie C1), venendo sollevato dall'incarico alla penultima giornata. La squadra, in mano al vice Andrea Masini, retrocederà poi ai playout. Nel 2008-2009, chiamato alla guida della SPES Rieti a stagione in corso, conduce il team sabino alla promozione dalla C dilettanti (ex C1) alla B dilettanti (ex B2). Nella stagione 2009-2010 è alla guida della Cestistica Bernalda in B Dilettanti, portandola ad una insperata salvezza. Per la stagione 2010-11 è il nuovo allenatore della Robur Osimo, ma il campionato si chiude con l'ultimo posto in classifica e conseguente retrocessione.
Nel novembre del 2011 firma un contratto biennale con la Zimetal Alessandria Basketball, squadra che milita in Divisione Nazionale C. Nel 2013 rimane ad Alessandria, nel frattempo ripescata in Divisione Nazionale B, con la quale raggiunge la salvezza a fine stagione.
Nell'estate 2014 firma per la Fortitudo Bologna. Viene sollevato dall'incarico in data 18 febbraio 2015 con la squadra al terzo posto in classifica (che sarà anche la posizione a fine stagione regolare).
Vince il campionato di serie C Silver nella stagione 2016-17 con la Zimetal Fortitudo Alessandria battendo il Serravalle Basket Club, ed è alla guida della stessa Zimetal Alessandria nel campionato di Serie C Gold piemontese per la stagione 2017-18. Sempre alla guida della Zimetal Fortitudo Alessandria, nella stagione 2018-19 conquista il primo posto al termine della regular season (subendo solo due sconfitte) e guida i suoi atleti fino alla finale per la promozione in Serie B, persa contro Trecate. Questo risultato consente comunque ai piemontesi di ottenere il ripescaggio per disputare la successiva Serie B.